# Natina Reed
Natina Liawanna Reed (28 octobre 1980 – 26 octobre 2012), était une rappeuse, chanteuse, actrice, et idole américaine. Elle était  une ancienne membre et auteur-compositrice du trio RnB Blaque,. Reed était une protégée de la défunte rappeuse Lisa « Left Eye » Lopes du célèbre trio TLC. Elle est la cousine de Farrah Franklin du groupe Destiny's Child.

## Biographie
Natina Reed est présentée comme rappeuse, à l'exception de Mind of a King où elle chante  la chanson entièrement sur elle-même. Elle contribue par ses propres raps à beaucoup de singles de Blaque, y compris 808, Can't Get it  Back et Bring It All to Me (remix). Elle était aussi une des vedettes du film American Girls.
En 2001, Reed se fiance au rappeur Kurupt, et donne naissance à leur fils en 2002, mais plus tard, le couple se sépare. Natina Reed décède renversée par une voiture à Duluth en Géorgie le 26 octobre 2012,. La sœur de Reed, Niesha Stevens, décède 10 mois avant la mort de Reed.

## Discographie
- 2001  It's Over, avec Kurupt (sur Space Boogie: Smoke Oddessey)

## Filmographie
- 2000 : Bring It On : Jenelope
- 2000: V.I.P. (série télévisée) : elle-même
- 2001 : Welcome To Atlanta : clip vidéo avec Ludacris
- 2001 : It's Over : clip vidéo avec Kurupt